# Magnoliòpsids
Els magnoliòpsids (Magnoliopsida) o dicotiledònies són una classe d'angiospermes que pertany a la divisió dels espermatòfits (Spermatophyta). És un grup propi de sistemes de classificació antics, com el sistema Cronquist (1981) o el sistema Takhtadjan (diferents versions entre 1950 i 1997).
Agrupa unes 170.000 espècies de gran importància, tant en el medi ambient com econòmicament i s'han adaptat a pràcticament tots els ambients de la terra mostrant una enorme diversitat quant a la seva morfologia, mida i hàbit.
Aquest tàxon no es troba als sistemes de classificació cladístics actuals basats principalment en filogènia molecular (APG III, APG IV) ja que es una agrupació clarament parafilètica.

## Taxonomia
Segons el sistema de classificació de Cronquist, les magnoliòpsides inclouen les següents subclasses i ordres:
Classe Magnoliopsida
- Subclasse Magnoliidae
  - Magnoliales
  - Laurales
  - Piperales
  - Aristolochiales
  - Illiciales
  - Nymphaeales
  - Ranunculales
  - Papaverales
- Subclasse Hamamelidae
  - Trochodendrales
  - Hamamelidales
  - Daphniphyllales
  - Didymelales
  - Eucommiales
  - Urticales
  - Leitneriales
  - Juglandales
  - Myricales
  - Casuarinales
- Subclasse Caryophyllidae
  - Caryophyllales
  - Polygonales
  - Plumbaginales
- Subclasse Dilleniidae
  - Dilleniales
  - Theales
  - Malvales
  - Lecythidales
  - Nepenthales
  - Violales
  - Salicales
  - Capparales
  - Batales
  - Ericales
  - Diapensiales
  - Ebenales
  - Primulales
- Subclasse Rosidae
  - Rosales
  - Fabales
  - Proteales
  - Podostemales
  - Haloragales
  - Myrtales
  - Rhizophorales
  - Cornales
  - Santalales
  - Rafflesiales
  - Celastrales
  - Euphorbiales
  - Rhamnales
  - Polygalales
  - Sapindales
  - Geraniales
  - Apiales
- Subclasse Asteridae
  - Gentianales
  - Solanales
  - Lamiales
  - Callitrichales
  - Plantaginales
  - Scrophulariales
  - Campanulales
  - Rubiales
  - Dipsacales
  - Calycerales
  - Asterales